# Битва на Синіх Водах
Би́тва на Си́ніх Во́дах — напівлегендарна битва між литовсько-руським та татарськими військами, що відбулася 1362 року на річці Сині Води. Литовсько-руські сили очолював великий князь литовський і руський Ольгерд, а татарські — подільські еміри Хаджибей, Кутлугбей і князь Дмитро. Точна дата і місце бою невідомі. Ймовірно, відбулася 24 вересня — 25 грудня на річці Сині Води, притоці Південного Бугу, в районі села Торговиця на Кіровоградщині. В ході бою литовсько-руські війська розбили татар. Завдяки перемозі Ольгерд розширив володіння Великого князівства Литовського далеко на південь. Ця перемога підірвала могутність Золотої Орди і поклала початок звільненню Русі від сплати данини татарській Орді.

## Літописні відомості про битву

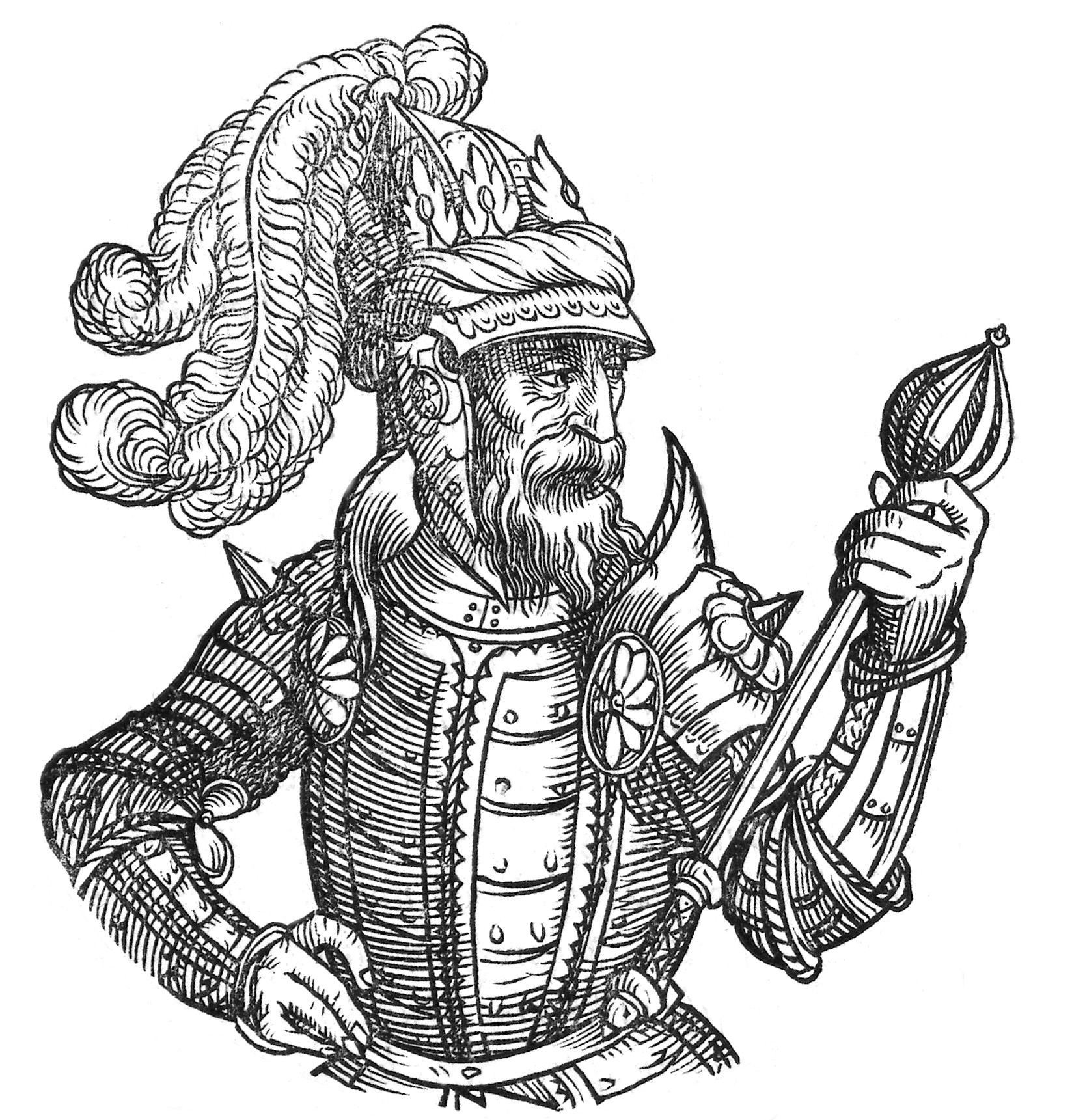
Великий князь литовський Ольгерд

Збереглося тільки декілька літописних звісток про битву. Розгром трьох золотоординських князів, тогочасних спадкоємних володарів Подільської землі, військом великого князя литовського Ольгерда в битві біля Синіх Вод уперше згадується в літописній оповіді «Про Поділля». Як зазначає історик Фелікс Шабульдо, «ім'я автора цієї писемної пам'ятки залишилося невідомим. Певним є те, що він мав причетність до вищих урядово-бюрократичних кіл Великого князівства Литовського, Руського та Жемайтійського й написав свій твір на початку 1430-х років, у розпал польсько-литовського воєнного конфлікту, в ході якого обидві сторони розв'язували політичну проблему: кому саме — Польському королівству чи Великому князівству Литовському — належатиме вся Подільська земля» . Про це повідомляє недатована розповідь зі Слуцького літопису: 
| Коли господаремь был на литовьскои земли князь великий Олгирд и, шедь в поле с литовьским воискомь, побиль татар на Синеи воде, трех братовь: князя Хачебея а Кутлубуга и Дмитрия. А тыи трии браты Татарьское земли, отчичи и дедичи Подольскои земли, а отт них заведали атамани и боискаки, приеждючи от тыхь атамоновь, имовали с Подольскои земли дан. |
Хроніка литовська і жемайтська повідомляє:  [Архівовано 12 січня 2012 у Wayback Machine.] 
| Року 1362. Олгерд, постановивши примире на двѣ лѣтѣ з крижаками [крестоносцами] прусскими и листанскими [лифляндскими, или вероятнее ливскими, Ливонским орденом], выправился против татаров в Поля Дикие; тягнули теж з ним и чотыри его сыновци Кориятовичи: Александр, Константин, Юрий, Феодор — Корията, князя новгородского сынове. A гды пришли до Синей Воды, минувши Канев и Черкасы, указалася им в полю великая орда з трома цариками на три обозы роздѣленныи, то есть Котлубая, Катибея, Бекера и Дмитра солтана. |
Рогозький літописець, складений в остаточній редакції восени 1396 року, повідомляє:
| Въ лѢто 6871… Того же лѢта [т. е. 1363] Литва взяли Коршевъ и сотворишас[я] мятежи и тягота людемъ по всеи земли. Тое же осени Олгерд Синю воду и БѢлобережіе[6] повоевалъ. |
Така ж, але дещо скорочена звістка міститься у Никонівському літописному зводі кінця 1520-х років: 
| Въ лѢто 6871… Того же лѢта Литва взяша Коршеву. Того же лѢта князь великій литовскій Ольгерд Гедименович Синюю воду и БѢлобережіє повоєва. |
Пізній Густинський літопис (XVII ст.) повідомляє: 
| В лѢто 6870… В сіє лѢто Ольгерд побѢди трех царков Татарских из ордами их, си єсть, Котлубаха, Качзея, Дмитра; и оттоли от Подоля изгна власть Татарскую. Сей Олгерд и иныя Рускія державы во власть свою пріят, и Кіев под Федором князем взят, и посади в нем Володымера сына своего, и нача над сими владѢти, им же отци его дань даяху. |
Згідно з Хронікою Биховця — 1351 року:
| 1351 hod. Kniaź weliki Olgierd, sobrawszysia so siłami swoimi litowskimi, y szodszy pobił tatar na Siney wode, troch bratow, Chaczy-beja, a Kutłubuhu, a Dmitreja. A tyie try braty u Orde panowali a otczycze y dedycze byli Podolskoie zemli, a ot nich położeni byli na Podoli atamany, kotoryie wsi dochody zawedali, a k nim pryieżdżali baskaki tatarskije i w tych atamanow beruczy dani k Orde wożywali. Brat że welikoho kniazia Olgierdow kniaź Korjat derżal Nowohorodok Litowski, a w neho byli czotyry syny: kniaź Jurj, kniaź Alexandr, kniaź Konstantyn a kniaź Fedor. Ino tyie kniażata Korjatowiczy, try braty, z dozwoleniem welikoho kniazia Olgierda, diady swoieho, y s pomoczyiu litowskoiu poszli w Podolskuju zemlu. A w tot czas w Podolskoy zemli ne był ni odyn horod ni derewom rublenny, ni kamenem budowany. Tohdy tyie kniażata, pryszodszy w Podolskuiu zemlu, y woszli wo pryiaźń so atamany y poczali boronity Podolskuiu zemlu od tatar, y bayskakom wychoda poczali ne dawaty. Nayperwey naszli sobie twerżu na rece na Smotryczy, y tut sobi naradyli horod Smotrycz. W druhom meste byli czerncy w hore, i w tom meste naradyli horod Bokotu. Y łowiaczy w łowach pryhodyłosia im uhonity oleney mnoho w tom ostrowe, hde nyni Kamenec łeżyt. I posekszy les umurowali horod Kamenec; a z toho wsi horody podolskija podełali y wsiu zemlu Podolskuiu osieli. |

## Історіографія
Аналізуючи проблему входження Поділля до складу Великого князівства Литовського в другій половині XIV століття, історик Дмитро Ващук зазначив: «Синьоводська битва здавна привертала до себе увагу дослідників. Незважаючи на велику кількість наукових праць, достеменно не встановлено час битви, її місце і чи взагалі вона була» .

### Праці Мацея Стрийковського
Започаткував розгляд питання про Синьоводську битву польський історик XVI століття Мацей Стрийковський. У творі «O początkach, wywodach, dzielnościach, sprawach rycerskich i domowych sławnego narodu litewskiego, żemojdzkiego i ruskiego…», написаному 1577 року і виданому тільки через 400 років — 1978 року у Варшаві, Стрийковський коротко висвітлив битву і датував її 1329 роком. У праці «Хроніка польської, литовської, жмудської і всієї Русі», виданій 1582 року в Кенігсбергу, історик детальніше висвітлив битву на Синіх Водах, а датував її вже 1331 роком .

### Праці істориків ХІХ— початку ХХ століття
Предметом дискусії істориків ХІХ — початку ХХ століття були час і місце битви (у тому, що битва була, вони не сумнівалися). Володимир Антонович у «Нарисі історії Великого князівства Литовського до середини 15 століття» (Київ, 1878) зазначив, що «1362 року Ольгерд здобув рішучу перемогу над трьома татарськими князями: Кутлубугою, Хаджибеєм і Дмитром на берегах ріки Сині Води. Залишки розбитої ним Орди відійшли частково у Крим, а частково на Добруджу — і Поділля перейшло під владу Литовців» . Антоновича підтримали історики права Михайло Ясинський у праці «Статутні земські грамоти Литовсько-Руської держави» (Київ, 1889)  і Федір Леонтович у праці «Нариси з історії литовсько-руського права. Утворення Литовської держави» (Санкт-Петербург, 1894) .
Іншу думку щодо дати Синьоводської битви мав Матвій Любавський. Він її оприлюднив у працях «Обласний поділ і місцеве управління Литовсько-Руської держави до часу видання першого Литовського статуту» (Москва, 1892)  і «Нариси історії Литовсько-Руської держави до Люблінської унії включно» (Москва, 1910) . Матвій Кузьмич вказав, що «Поділля було зайняте сином Коріята Гедиміновича після того, як 1363 року великий князь Ольгерд побив на Синій Воді татарських ханів», яким «місцеве руське населення через своїх отаманів платило данину».
Михайло Грушевський висловив думку, що, найімовірніше, битва відбулася бл. 1363 року, можливо, не на Синіх Водах, а на Сниводі. У четвертому томі «Історії України-Русі» (друге видання, Київ — Львів, 1907; в 10 т., у 13 кн.) він писав: «Нарешті мусимо задовольнитися тим виводом, що в 1363 р. Ольгерд увійшов у конфлікт з Татарами, ходив походом в полудневу Київщину й розгромив там Татар, і що в зв'язку з сим, по всякій правдоподібності, стояла формальна окупація Київщини й Поділля».

### Сучасні дослідження
Незважаючи на численні сучасні історичні та археологічні дослідження даної проблематики, точне місце проведення битви не встановлене. Синьоводській битві було присвячено три наукові конференції, які відбулися 1997, 1998 та 2012 року в Кропивницькому. 2005 року за матеріалами цих конференцій Інститут історії України НАН України видав збірник статей «Синьоводська проблема у новітніх дослідженнях».
Одним з ймовірним місць битв деякі дослідники вважають урочище Татарка між селами Добрянка та Тишківка.
У квітні-травні 2012 року проведено міжнародну конференцію «Синьоводська битва: історична подія та її контексти», участь у якій узяли фахівці з Литви, Білорусі, Російської Федерації та було видано матеріали (тези, доповіді) конференції.

## Перебіг битви

Перший етап битви

Другий етап битви

Доволі докладний опис Синьоводської битви міститься тільки у хроніці Мацея Стрийковського (наведений фрагмент переклав українською мовою Фелікс Шабульдо):
Ольгерд, уклавши на два роки угоду про мир з прусськими і ліфляндськими хрестоносцями, виправився у похід в Дикі Поля проти татар. З ним вирушили також чотири його племінники, сини новогрудського князя Коріата, княжичі Олександр, Костянтин, Юрій та Федір. І коли вони, минувши Канів і Черкаси, дійшли до урочища Сині Води, то побачили в полі велику татарську орду з трьома царками, поділену на три загони. Один загін вів султан Кутлубах, другий очолював Качибей-Керей, а третім командував султан Дімейтер. Ольгерд, побачивши, що татари готові до бою, вишикував своїх у шість вигнутих загонів, по-різному їх з боків та на чоло розсадивши, так щоб татари, як задумали, не могли їх оточити у звичайних сутичках та заподіяти шкоди стрілами. Татари з шаленим завзяттям розпочали бій, засипавши литву густим залізним градом з луків, сточили кілька сутичок, але завдали мало втрат через правильний її шик та швидке маневрування. А литва з русинами враз з шаблями та списами наскочили на них і в рукопашному бою прорвали лобові частини та змішали їм танці півколом, а інші, особливо новогрудці з Коріатовичами, з самострілів з стрілами наскочили з боків й довгими списами скидали їх із сідел, наче вітер снопи в бурю. Не змігши довше витримати лобового натиску литви, татари почали мішатися та перелякані тікати в розлогі поля. На побоїщі залишилися вбиті три їхні царки: Кутлубах, Качибей (від імені якого назване Качибейським солоне озеро в Диких Полях по дорозі як йти до Очакова) і султан Дімейтер, та разом з ними дуже багато мурз й уланів. Також скрізь по полях і в ріках лежало повно татарських трупів.
Історик Олексій Брайченко зазначив: «Зауваження щодо цього опису, як
його прихильників, так і у критиків, ґрунтуються на одних і тих джерелах і не дозволяють, на наш погляд, ані щось напевно стверджувати, ані аргументовано відкинути. Залишається констатувати, що такий опис існує і зазначені в ньому дії військ Ольгерда й татарських князів відповідають рівню воєнного мистецтва тієї доби» .
Виходячи з опису Стрийковського, Синьоводську битву можна розбити на два етапи.
Перший етап — це протистояння поділеної на три відділи орди та розташованих півколом і поділених на шість загонів військ Ольгерда. Спроба ординців знищити загони у центрі виявилася невдалою. Військо розступалося і пропускало кінноту, обстрілюючи її з боків.
На другому етапі битви війська Ольгерда переходять у наступ. Вони прагнуть оточити ординців і знищити. Ординці не витримують натиску і відступають. Битва завершилася переслідуванням військами Ольгерда залишків орди.

## Наслідки битви
Унаслідок здобутої перемоги Ольгерд відвоював у татар Київ і Поділля, розширив свої володіння далеко на південь у напрямку до Чорного моря. На відвойованих теренах постало Подільське князівство, володарями якого стали племінники Ольгерда, князі Коріятовичі.
Унаслідок битви до Литовсько-Руської держави остаточно відійшли Київщина та Поділля. Витіснення татарських ханів сприяло поступовій інкорпорації (включенню) починаючи з 1362 р. Київщини, та Поділля до складу Литовської держави та утвердженню незалежного князівства Молдавія.
Перемога литовсько-руського війська у Синьоводській битві завершила звільнення земель історичної Русі від Орди. Приєднавши до своїх володінь західні та південно-західні землі Київської Русі, Велике князівство Литовське стало однією з найбільших держав в тогочасній Європі.

## Синьоводська битва в мистецтві
2011 року світ побачив історичний роман Володимира Рутківського «Сині Води» в двох книгах: «Князь бродників» (Кн.1) та «Стріли впритул» (Кн.2). Того ж року роман Рутківського отримав нагороду як Книга року Бі-Бі-Сі.

### Монографії. Статті
- Бабенко А. А., Комаров О. В. Битва на Синих Водах — факт или историографический миф? // Novogardia, 2020 г., № 2(6), с. 135—160.

- Ващук, Д. П. Проблема входження Поділля до складу Великого князівства Литовського в другій половині XIV ст.: історіографічний аспект // Кам'янець-Подільський у контексті українсько-європейських зв'язків. Кам'янець-Подільський, 2004.
- Микола Дорош «Битва  на Синій  Воді  1362 року: історична  реальність» [Архівовано 15 березня 2017 у Wayback Machine.]
- Моця О. П.. Синьоводська битва та її наслідки в контексті історії Середньовічної Європи [Архівовано 7 серпня 2016 у Wayback Machine.]. «Український історичний журнал», 2012, № 2 (503), с.4-10.
- Наукові записки. Серія: Історичні науки. — Випуск 20: Синьоводська битва 1362 року в контексті історії Східної Європи. — Кіровоград, 2014. — 252 с.
- Русина О. В. Україна під татарами і Литвою. Київ: Альтернативи, 1998. С. 55—56.
- Синьоводська проблема у новітніх дослідженнях: Збірник статей [Архівовано 7 серпня 2016 у Wayback Machine.] / під ред. Ф. Шабульдо. К.: Інститут історії України НАН України, 2005.
- Чорний О. Історична географія правобережної України середини XIV століття в контексті битви на Синіх Водах// Наукові записки. Серія: Історичні науки. Випуск 20: Синьоводська битва 1362 року в контексті історії Східної Європи. Кіровоград, 2014. С. 49-61.
- Шабульдо, Ф. М. Битва біля Синіх Вод 1362 р.: маловідомі та незнані аспекти // Український історичний журнал. 1996. № 2. C. 3—15.
- Шабульдо, Ф. М. Земли Юго-Западной Руси в составе Великого княжества Литовского. Київ: Наукова думка, 1987 (Глава III.1.)
- Шабульдо, Ф. М. Синьоводська проблема: можливий спосіб її розв'язання [Архівовано 7 серпня 2016 у Wayback Machine.] (Історичні зошити). Київ, 1998.
- Шабульдо, Ф. М. Синьоводська битва 1362 p. у сучасній науковій інтерпретації [Архівовано 25 листопада 2011 у Wayback Machine.]

- Kuczyński, S. Sine Wody. Rzecz o wyprawie Olgierdowej 1362 r. Warszawa, 1935.

### Довідники
- Шабульдо Ф. М. Синєводська битва 1362 [Архівовано 17 квітня 2016 у Wayback Machine.] // Енциклопедія історії України : у 10 т. / редкол.: В. А. Смолій (голова) та ін. ; Інститут історії України НАН України. — К. : Наукова думка, 2012. — Т. 9 : Прил — С. — С. 562. — ISBN 978-966-00-1290-5.
- Крикун М. Синьоводська битва // Довідник з історії України. — 2-ге вид. — К., 2001. С. 751—752.